# NGC 2063
NGC 2063 في الفهرس العام الجديد، هي مجرة، تقع في كوكبة الجبار. اكتشفت في 26 ديسمبر 1783 بواسطة ويليام هيرشل.

## روابط خارجية
- NGC 2063 على موقع ويكي سكاي: DSS2, SDSS, GALEX, IRAS, Hydrogen α, X-Ray, Astrophoto, Sky Map, Articles and images